# جونيدا ماليكي
جونيدا ماليكي (مواليد 26 مارس 1983)  هي مغنية ألبانية ومقدمة برامج تلفزيونية وشخصية إعلامية ورائدة أعمال. 
طوال حياتها المهنية ، فازت ماليكي بست جوائز في كونجا ماليك والمركز الأول في عام 2008. وهي أيضًا فائزة مزدوجة بالجوائز في مهرجان القمة في عامي 2006 و 2010 على التوالي. جونيدا لعبت دوربيثيا في النسخة الألبانية من الوصايا العشر: الموسيقي ولعبت أيضا دور جولييت في الإنتاج المسرحي النسخة الألبانية من روميو و جولييت (الموسيقية). في عام 2012 تم تعيينها كقائدة لفريقها في النسخة الألبانية من المسلسل التلفزيوني الهولندي أنا أحب بلدي (مسلسل تلفزيوني)  بينما شاركت في استضافة الموسم الرابع من الرقص مع النجوم (النسخة الألبانية) في 2014 .
في عام 2016 ظهرت جونيدا كقاضية في الموسم الخامس من ذا فويس (صوت ألبانيا) وفي عام 2018 أصبحت الممثل السادس عشر لألبانيا في مسابقة الأغنية الأوروبية 2019 ، حيث احتلت المركز التاسع في نصف النهائي الثاني برصيد 96 نقطة وفي المركز السابع عشر في النهائي الكبير ، بست نقاط أقل. 
ماليكي مغنية بوب مشهورة في العالم الناطق باللغة الألبانية وتشتهر بأسلوبها الصوتي الفريد وعملها الخيري وإحساسها بالموضة وشخصيتها (بما في ذلك حب الوطن). رمز أناقة معروف، و تعرف أيضا بأنها مصممة أزياء من قبل الصحافة و تظهر بشكل كبير على أغلفة مجلات الموضة بالإضافة إلى كونها الوجه الإعلامي للعلامات التجارية الفاخرة المحلية والدولية.   يُنظر إلى أسلوب ماليكي على نطاق واسع باعتباره رائدًا مؤثرًا في الموضة ، حيث تحاول النساء مضاهاتها باستمرار. 